# Ellie White
Ellie White (* 28. Februar 1984 in Buzău, bürgerlich Elena Baltagan) ist eine rumänische Pop-Sängerin, Tänzerin und Model. Berühmt wurde sie als Frontsängerin des rumänischen Dance-Trios DJ Project, in dem sie von 2000 bis 2009 Mitglied war. 

## Anfänge
Ellie White wurde 1984 in Buzău, Rumänien geboren. Sie besuchte die dortige Mittelschule und schloss diese mit dem Realschulabschluss ab. 
Bereits in der neunten Klasse interessierte sie sich für Musik; sie lernte Klavier und Geige spielen und trat nebenbei auf nationalen Festivals und Veranstaltungen auf, z. B. Ursulețul de aur in Baia Mare.

## DJ Project
Im Jahr 2000 trat sie dem rumänischen Dance- und Pop-Trio DJ Project bei. Diese suchten nach einer Frontstimme; im selben Jahr kam Claudia Pavel hinzu, stieg aber 2003 wieder aus. Nach einigen Monaten wurde dann das erste Album Lumea ta veröffentlicht, welches sich bereits einige  Wochen an der Spitze der Romanian Top 10 halten konnte. 
Die Songs Lumea ta („Ihre Welt“) und Printre Vise („Durchlebte Träume“) erreichten ebenfalls Spitzenpositionen in den nationalen Charts und anderen verschiedenen europäischen Ländern.
2005 erschien das zweite Album Șoapte („Flüstern“), zusammen mit Elena Baltagan. Dieses Album konnte den gleichen Erfolg wie das vorherige erzielen.  Das Lied Privirea ta („Ihre Augen“) wurde sofort ein Hit.
Ein Jahr später wurde das Trio aufgrund seiner musikalischen Leistungen mit dem MTV Music Award in Cluj-Napoca ausgezeichnet.
Am 29. Juli 2006 brachte DJ Project das fünfte Album Povestea mea („Meine Geschichte“) heraus. Auf Wunsch des rumänischen 
Plattenlabels Universal Music wurde das Musikvideo zu Before I sleep (2007) im Ausland gedreht und später im Fernsehen gezeigt.
Ende 2009 stieg Baltagan aufgrund persönlicher Gründe aus der Band aus; ihre Nachfolgerin wurde die Pop-Dance-Sängerin und DJ Giulia Anghelescu.

## Solokünstlerin
Im Oktober 2010 veröffentlichte Baltagan ihre erste eigene Single Love again, die positive Rückmeldungen von den Zuhörern erhielt und erreichte in den rumänischen Top 10 für sechs Wochen eine Höchstposition. 
Im darauf folgenden Jahr publizierte Baltagan ihre zweite Single Power of Love. Der Song wurde von Laurențiu Duță produziert und vom rumänischen Musiklabel Roton gefördert. Das Lied Sete de noi („Für immer mein“) erschien Ende 2011. Komponiert sowie eingespielt wurde es von dem rumänischen Pianisten Adi Cristescu, Regie zum Musikvideo führte Regisseur Alex Caușu.
2012 nahm White die Arbeiten zu Ziua mea („Mein Tag“) auf, zudem wurde eine englischsprachige Version aufgenommen. Die Videodreharbeiten fanden auf Malta statt; Regie zum Video hierzu führte wieder Caușu.
Etwa zwölf Monate später traf sie auf den portugiesischen Musikproduzenten und DJ Kourosh Tazmini. Auf dessen Vorschlag, eine
Debütsingle aufzunehmen und zu veröffentlichen, ging Baltagan ein. Daraufhin wurde der Song Feel veröffentlicht und erreichte in  mehreren Ländern die Spitze der Charts. Die Dreharbeiten zum Musikvideo wurden unter Aufsicht des Regisseurs Alex Caușu durchgeführt.

## Soziales Engagement
Ellie White setzt sich seit einigen Jahren für herzkranke Kinder und missbrauchte oder ausgesetzte Tiere in Rumänien ein.
Sie ist Mitglied des Projektes House of Hope, das sich besonders mit obdachlosen und hilfsbedürftigen Kindern befasst. 

„Ich will nicht behaupten [...], dass ich mit dieser Organisation Ruhm ernten möchte [...], 
sondern nur andere Menschen dazu anregen will [...], sich selbst zu engagieren."“

## Persönliches
Seit 2011 ist Ellie White mit Doru Tincă liiert. Am 28. November 2012 wurde der gemeinsame Sohn zur Welt gebracht. 
2014 gab sie bekannt, dass sie zum zweiten Mal schwanger ist. Im Mai des darauf folgenden Jahres gebar sie eine Tochter.

## Diskografie
Alben
Mit DJ Project:
- 2001: Experience
- 2002: Spune-mi tot ce vrei
- 2004: Lumea ta
- 2005: Șoapte
- 2006: Povestea mea
- 2007: Două anotimpuri
- 2009: In the Club

Singles
- 2010: Love Again
- 2011: Power of Love
- 2011: Nu te mai caut
- 2011: Sete de noi
- 2012: Ziua mea
- 2012: Midnight Out
- 2012: Forever Mine
- 2013: Feel (feat. Kourosh Tazmini)
- 2013: Vânzător de lumină (feat. Viky Red)
- 2014: Zi ceva
- 2014: Dance for Love
- 2015: Nu vreau să te pierd
- 2016: Mintea mea
- 2018: Try for Me
- 2019: Bring the Spirit (feat. Anske)
- 2019: Scrum

Mit DJ Project:
- 2004: Lumea ta
- 2004: Printre vise
- 2005: Privirea ta
- 2005: Șoapte
- 2006: Încă o noapte
- 2006: Ești tot ce am
- 2007: Before I sleep
- 2007: Două anotimpuri
- 2007: Lacrimi de înger
- 2007: Un singur drum
- 2008: Prima noapte (feat. Giulia)
- 2008: Departe de noi
- 2008: Hotel
- 2009: Miracle Love
- 2009: Over and Over Again
- 2009: Mii de cuvinte

## Preise und Auszeichnungen
Romanian Music Awards Gewonnen
- 2008: in der Kategorie „Best Dance Group“

Romanian Top Hits
- 2011: in der Kategorie „Best Female“
- 2012: in der Kategorie „Best Star“

MTV European Music Awards
- 2006: in der Kategorie „Best Romanian Act“

Media Music Awards
- 2012: in der Kategorie „Best Comeback“

Nominiert
Romanian Music Awards
- 2011: in der Kategorie „Best New Act“ für Nu mai de caut

Romanian Top Hits
- 2011: in der Kategorie „New Top Hit Entry“ für Nu mai te caut
- 2012: in der Kategorie „Girls Top Hit“ für Sete de noi
- 2013: in der Kategorie „Best Girls Act“

Mamaia Music Awards
- 2013: in der Kategorie „Mamaia Best Female Artist“